# Sonja Wiedemann
Sonja Wiedemann (Monaco di Baviera, 8 settembre 1977) è un'ex slittinista tedesca.

## Biografia
Iniziò a gareggiare per la nazionale tedesca nelle categorie giovanili nella specialità del singolo, ottenendo come migliori risultati due medaglie d'argento ai campionati mondiali juniores a Calgary 1996, nel singolo e nella gara a squadre.
A livello assoluto esordì in Coppa del Mondo nella stagione 1997/98, conquistò il primo podio il 23 novembre 1997 nel singolo a Sigulda (3ª) e la prima vittoria il 12 dicembre 1999 sempre nel singolo a Calgary. In classifica generale, come miglior risultato, si piazzò al quarto posto nella specialità del singolo nel 2000/01.
Ai campionati mondiali ottenne una medaglia d'oro ed una di bronzo nel singolo, rispettivamente a Königssee 1999 ed a Sankt Moritz 2000. Nelle rassegne continentali vinse una medaglia d'argento nella gara a squadre a Winterberg 2000.
Si ritirò dalle competizioni al termine della stagione agonistica 2000/01 a causa di un infortunio alla schiena, anche se il 17 novembre 2004 ritornò in una gara di Coppa del Mondo, partecipando alla tappa di Sigulda, in quella che fu la sua ultima competizione a livello internazionale.

## Palmarès

### Mondiali
- 2 medaglie:
  - 1 oro (singolo a Königssee 1999);
  - 1 bronzo (singolo a Sankt Moritz 2000).

### Europei
- 1 medaglia:
  - 1 argento (gara a squadre a Winterberg 2000).

### Mondiali juniores
- 2 medaglie:
  - 2 argenti (singolo, gara a squadre a Calgary 1996).

### Coppa del Mondo
- Miglior piazzamento in classifica generale nel singolo: 4ª nel 2000/01.
- 7 podi (tutti nel singolo):
  - 3 vittorie;
  - 1 secondo posto;
  - 3 terzi posti.

#### Coppa del Mondo - vittorie
| Data             | Luogo       | Paese       | Disciplina |
| ---------------- | ----------- | ----------- | ---------- |
| 12 dicembre 1999 | Calgary     | Canada      | Singolo    |
| 14 gennaio 2001  | Igls        | Austria     | Singolo    |
| 25 novembre 2001 | Lake Placid | Stati Uniti | Singolo    |

### Campionati tedeschi
- 1 medaglia:
  - 1 bronzo (singolo a Schönau am Königssee 2001).